# Cá phèn vàng
Cá phèn vàng (danh pháp hai phần: Mulloidichthys martinicus) là một loài cá trong họ Cá phèn. Cá phèn vàng được tìm thấy ừ Bermuda và Florida (Mỹ) Brazil, Vịnh Mexico và biển Caribê. Ngoài ra ở Cabo Verde và São Tomé. Con đực có thể dài đến 39,4 cm.

## Hình ảnh

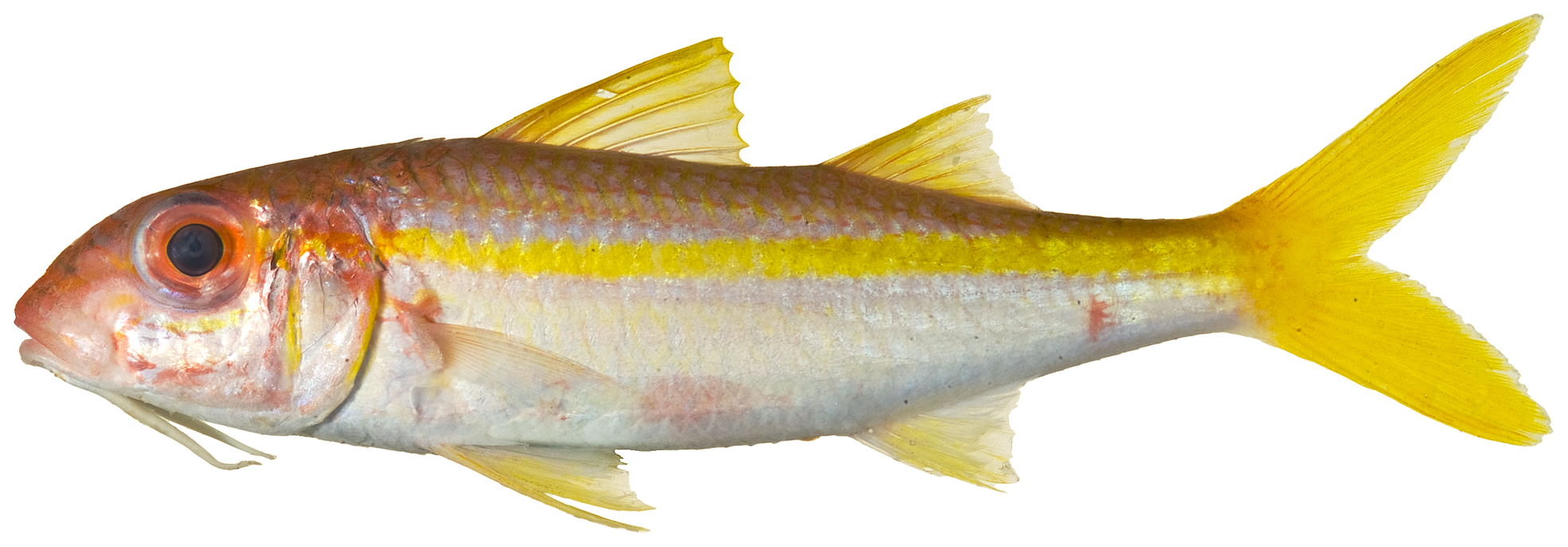
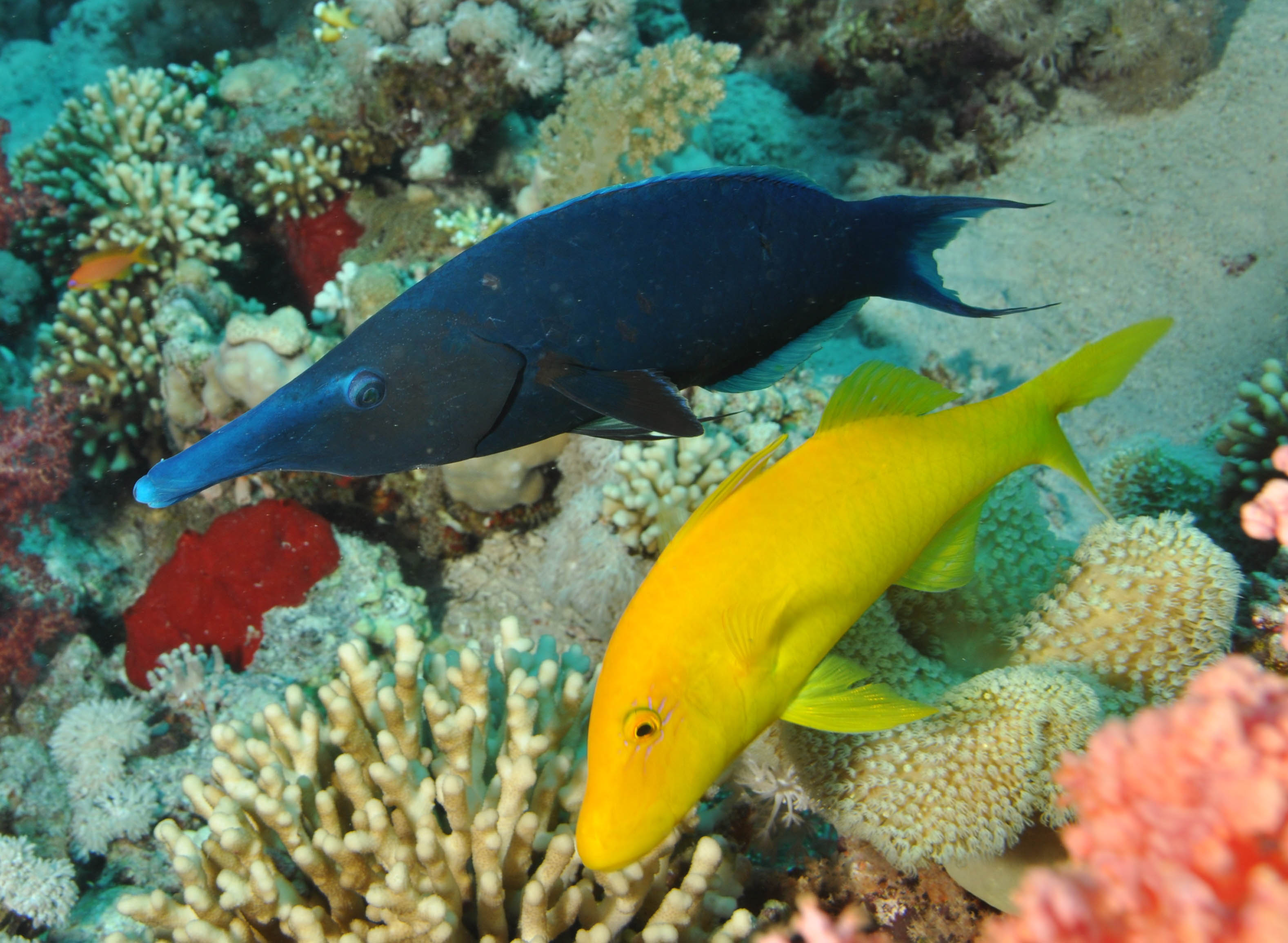
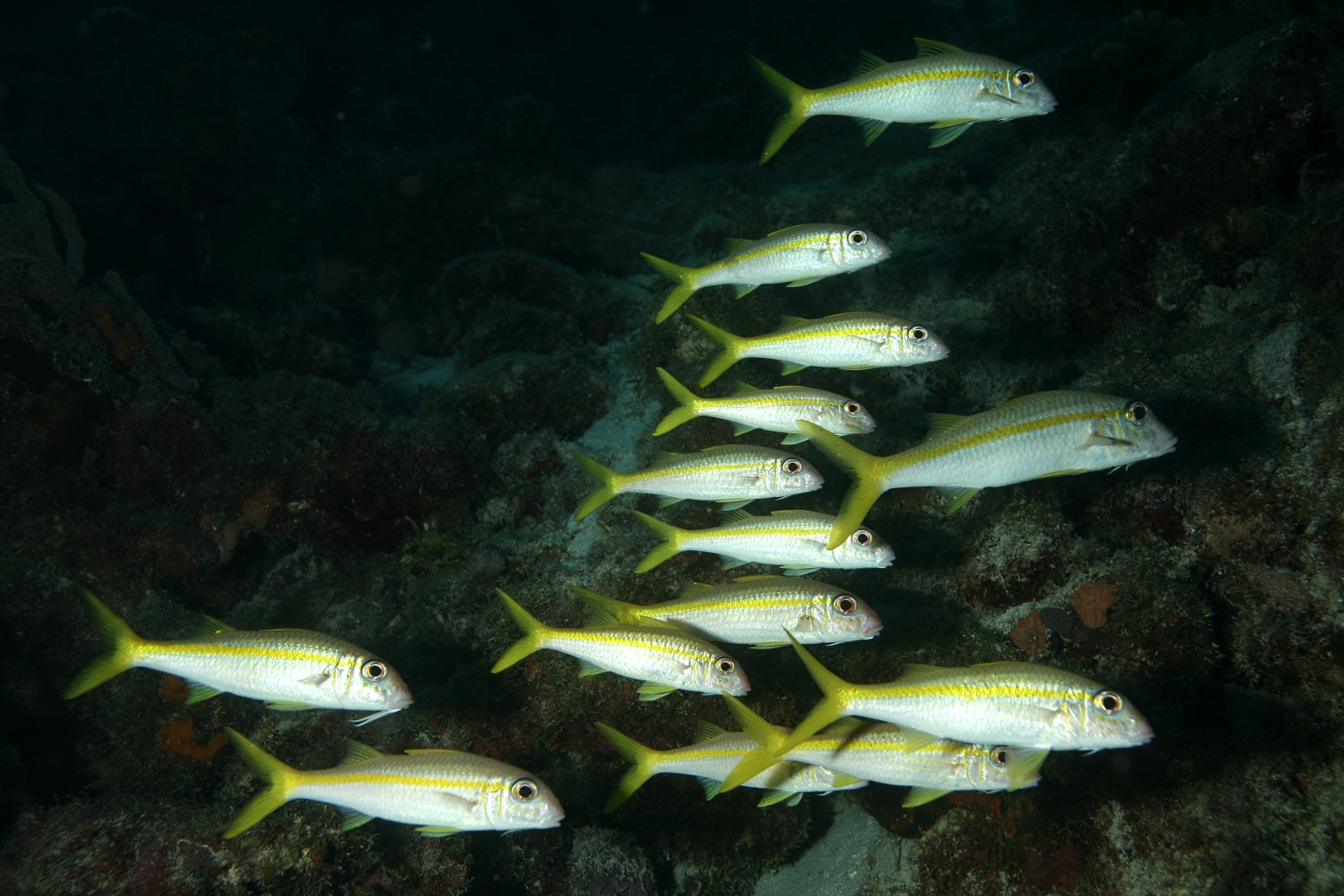
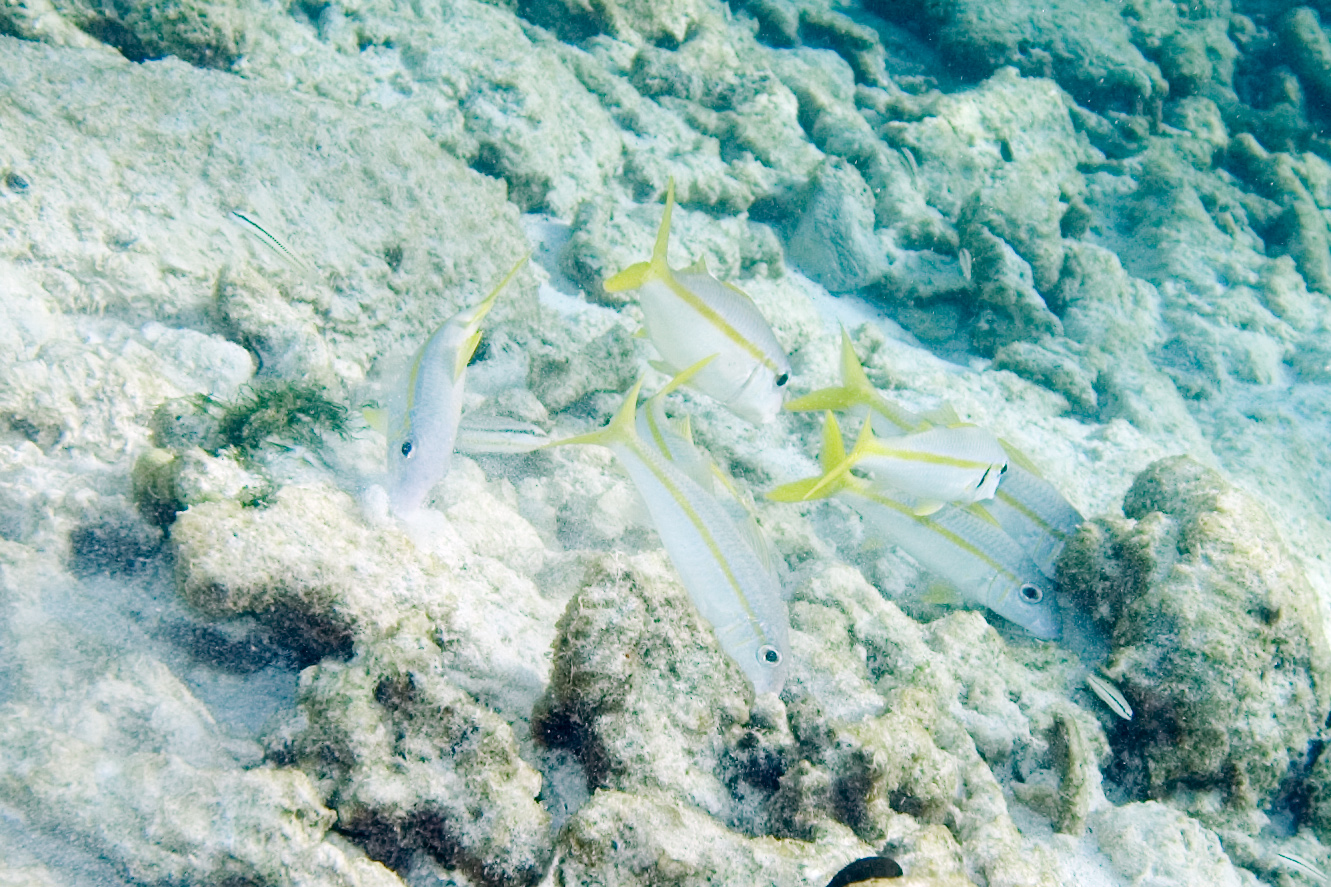